# Mocsári cerkóf
A mocsári cerkóf (Allenopithecus nigroviridis) a cerkóffélék családjába (Cercopithecidae), azon belül pedig a cerkófmajomformák alcsaládjába (Cercopithecinae) tartozó faj.
Közeli rokona a többi cerkófmajomnak (Cercopithecini). Az Allenopithecus nembe tartozik, amelynek egyetlen képviselője.

## Megjelenése
A mocsári cerkófok erős testfelépítésű majmok. Szőrzetük a hátukon szürkésbarna színű, hasuk fehér. Jellegzetességük a pofájukon található dús bajusszerű szőrzet. 
A víz közeli életmódról árulkodnak az ujjaik között megjelenő fejletlen úszóhártyák.
Testük 45-60 centiméter hosszú, ehhez jön hozzá a nagyjából 50 centiméteres farokhossz.
A hímek jóval testesebbek a nőstényeknél. A hímek akár 6 kilogrammos testsúlyával szemben a nőstények csak 3-3,5 kilogrammosak.

## Elterjedése
A mocsári cerkóf a Kongó-medencében elterülő mocsárerdők lakója. A Kongói Demokratikus Köztársaság nyugati részén és a Kongói Köztársaság területén fordul elő.

## Életmódja

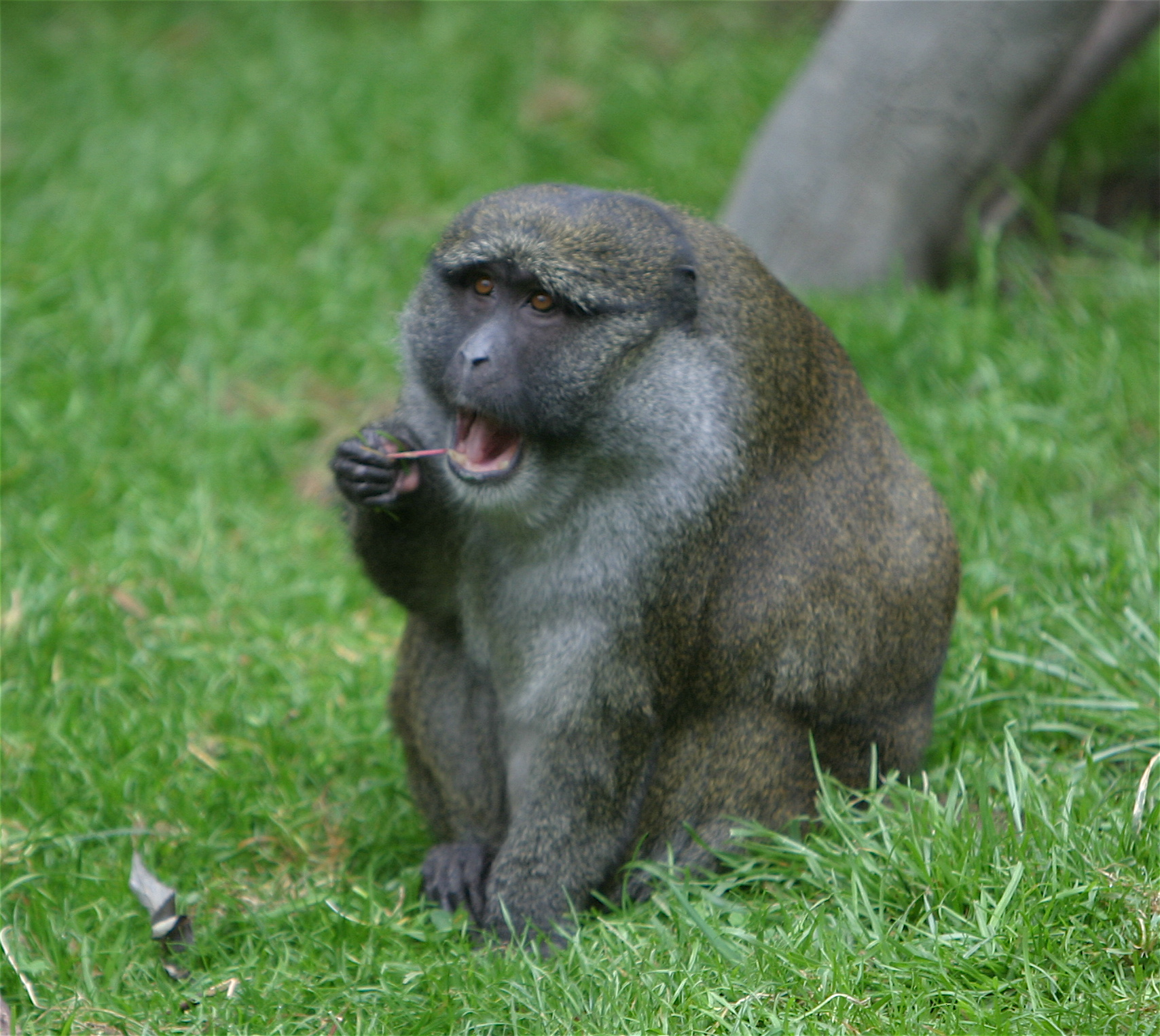

Nappali életmódú majmok, táplálékukat (mely gyümölcsökből, diófélékből, magvakból, levelekből, alkalmanként pedig rovarokból áll) többnyire a talajon gyűjtik össze.
Nedves, mocsaras jellegű területen élnek, kitűnően úsznak és veszély esetén olykor le is buknak a víz alá.
Csoportosan élnek. Életmódjuk kevéssé ismert, valószínűleg a cerkófokhoz hasonlóan hangokkal, grimaszokkal és testtartásokkal kommunikálnak egymással.

## Szaporodása
Ahogy életmódjának legtöbb vonásáról, úgy a szaporodási jellemzőiről is kevés adat áll rendelkezésünkre.
A nőstény egyetlen utódot hoz a világra, melyet három hónapon át szoptat.
Ivarérettségét három és ötéves kora között éri el.
A leghosszabb élettartama a fajnak 23 év volt.

## Természetvédelmi helyzete

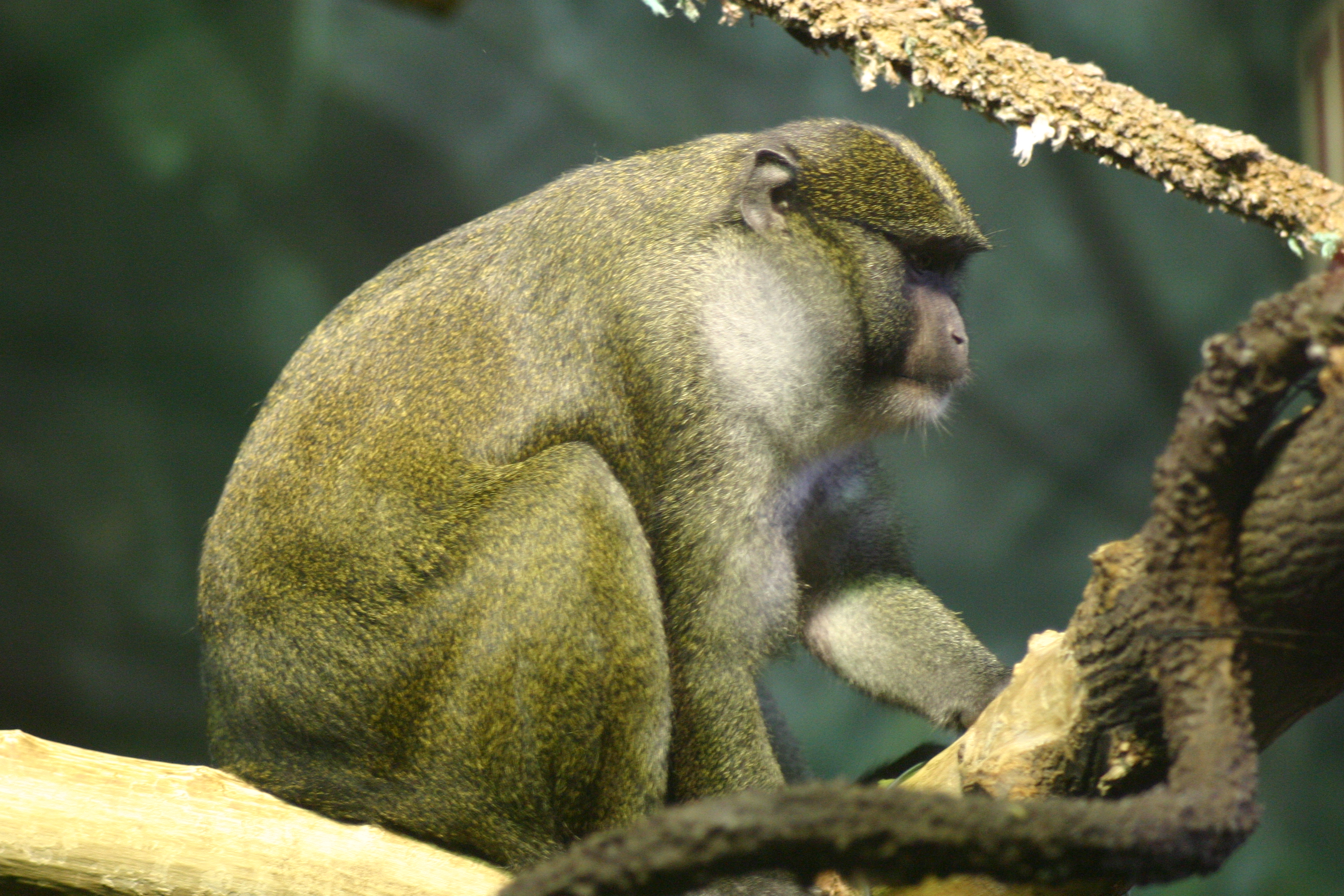

A többi cerkóffajjal ellentétben, ennek a fajnak az élőhelye (a mocsaras jellegű erdő) nem túl vonzó a fakitermelők számára, így kevésbé számít veszélyeztetettnek. Húsa miatt azonban az őshonos lakosság vadászik rá.
Fogságban meglehetősen ritkán tartott faj. Jelenleg Magyarország területén sehol sem tartják. Korábban élt belőle egy pár a Szegedi Vadasparkban.

## Külső hivatkozások
- További információk (angol nyelven) és képek
- Főemlős Adatlapok Allenopithecus (angol nyelvű)